# Церква Святої Богоматері (Баку)
Церква Святої Богоматері (вірм. Սուրբ Աստվածածին եկեղեցի — Вірменська апостольська церква 1797 або 1799 року   в кварталі Ічері Шехер (Баку, Азербайджан). Розташовувалась неподалік Дівочої вежі, біля повороту вулиці Хагігат Рзаєвої до проспекту Нафтовиків. Була знесена в 1990-і рр. (нижня частина дзвіниці збереглася).

## Історія
Відомостей про церкву Сурб Аствацацин практично не збереглося. Згідно з деякими даними, вона була побудована в 1797–1799 рр. у кварталі Ічері Шехер, біля вірменського караван-сараю, по ліву сторону від Дівочої вежі. Крім цього існує думка, що інша церква з такою ж назвою на території бакинської фортеці була знесена ще в 1930-х роках , а та вірменська церква, що знаходилася біля підніжжя Дівочої вежі була більш давньою і можливо саме її згадує Хамдаллах Казвіні Наприкінці XIX століття вірменський священик М. Бархударянц, який відвідав Баку з інспекцією, відзначав, що вірмени Баку мають дві кам'яні церкви: велику — імені Святого Григорія Просвітителя і малу Сурб Аствацацин (Святої Богородиці). Остання характеризувалася їм як дуже стара, про що свідчать внутрішні і зовнішні форми архітектурної споруди .
Оскільки в районі Ічери Шехер проживало не так багато вірмен в порівнянні з рештою Баку, церква не мала великого приходу. З цієї ж причини про неї збереглося мало відомостей. Територія, на якій була побудована церква була культовим місцем, тому представники кожної конфесії прагнули мати тут свої святилища. Крім цього серед жителів Баку існував переказ, згідно з яким храм був споруджений на місці стародавнього язичницького капища вогнян .
За словами дипломата, який працював у 1992 році в Баку, в 1992 році, в розпал карабахського конфлікту церква була зруйнована

## Фотогалерея

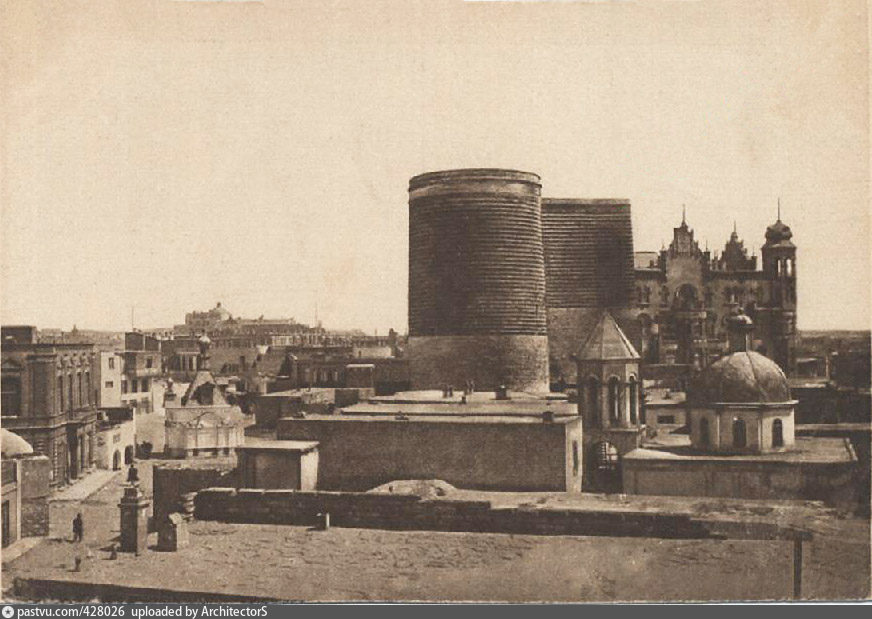
Храм на початку 1900-х
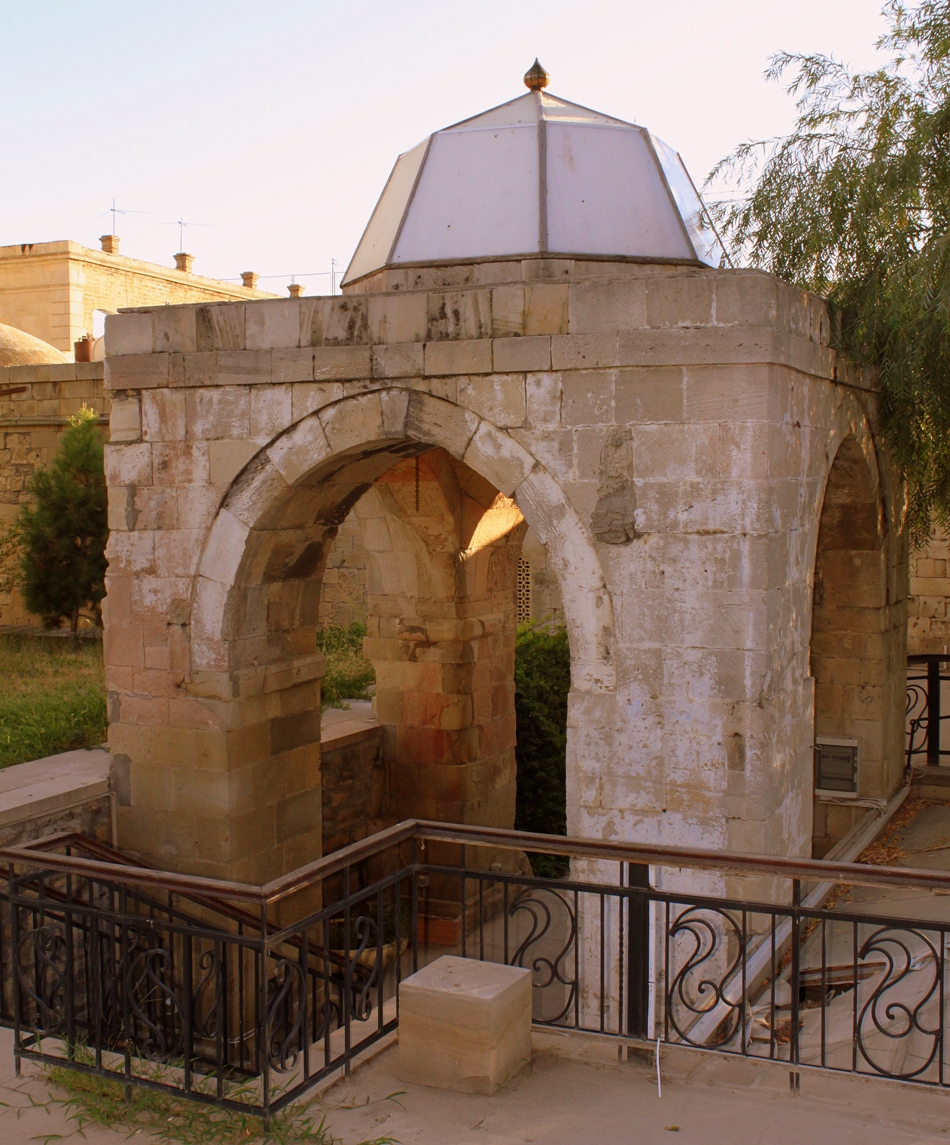
Збережена частина дзвіниці церкви в 2010 році